# У Вейжень
У Вейжень (кит.: 吴伟仁) — китайський науковець, родом з міста Дешен, повіт Пінчан, провінція Сичуань. Генеральний конструктор Місячної програми Китаю. Академік Китайської інженерної академії, член Міжнародної академії астронавтики. Спланував і спроєктував безліч унікальних рішень китайської місячної програми, що реалізувалися.

## Життєпис
У 1975 році йому рекомендували вивчати радіо в Університеті науки і техніки Китаю, який він закінчив у 1978 році. У 2004 році він закінчив Хуачжунський університет науки і техніки, здобувши ступінь доктора наук з управління та інженерії. Він має ступінь доктора наук з управління та інженерії Північно-Західного політехнічного університету.
З липня 1998 року по серпень 2008 року У Вейжень обіймав посади заступника директора та директора Департаменту науки і технологій Комісії з питань науки, технологій та промисловості національної оборони та директора Управління середньострокового та довгострокового планування науки і техніки Національної оборонної науково-технічної промисловості. 
У серпні 2008 року У Вейжень обіймав посаду головного конструктора Китайського проекту дослідження Місяця в Центрі дослідження Місяця та космічної інженерії Державного управління науки, технологій та промисловості національної оборони. У 2010 році він змінив Сунь Цзядуна на посаді головного конструктора Китайського проекту дослідження Місяця. У червні 2016 року У Вейженя обрали членом Постійного комітету Дев'ятого Національного комітету Китайської асоціації науки і технологій. У січні 2018 року його обрали членом 13-го Національного комітету Народної політичної консультативної ради Китаю.
У 2022 році його призначили директором Лабораторії дослідження глибокого космосу.

## Інтернет-ресурси
- Wu Weiren on iafastro.org